# 下白石镇
下白石镇，是中华人民共和国福建省宁德市福安市下辖的一个乡镇级行政单位。

## 历史沿革
下白石原名黄岐，传说因黄氏宗族最早迁居大崎后而得名。据史载，唐时三江口（官井洋）设税局，管辖长溪县三温府（盐田）港，宁德县的铜境（八都）港和黄岐港，与当时闽侯的闽安镇，闽清的水口镇，福清的海口镇并列为福州府四大名镇。
宋熙宁年间（公元1071－1074），因三江口风浪大，商船难泊，税场移到黄岐镇，在此设公馆。明弘治末年（1500年），上白石巡检司移设此地，始称白石司，明嘉庆年建立盐运司，为与上白石区别而称之为下白石。

## 行政区划
下白石镇下辖以下地区：
黄岐社区、下白石村、林门头村、章岭村、王坑村、外山村、凤山村、顶头村、英平村、六屿村、小梨村、斗门头村、大梨村、通湾洋村、亨里村、白招村、塘楼村、湖头村、远杞村、樟澳村、秦坎村、坪冈村、籁尾村、畚斗坑村、北斗都村、东岐村、外宅村、坑门村、楼坪村、福屿村、福渔村、渔江村、荷屿村、章坑村、长坑村、行洋村、塔里村、大获村、南浦村、下赤村、金腰带村和下岐村。